# Magister equitum
A magister equitum (latinul szó szerint: „a lovasok parancsnoka”) a Római Köztársaság rendkívüli tisztviselője, a dictator közvetlen és teljes jogú helyettese volt. A tisztség neve feltehetően onnan ered, hogy eleinte a lovas alakulatok vezetése volt a feladata háború esetén, míg felettese a legiókat irányította. 342-től a két magister militum egyike, párja a magister peditum, a gyalogság parancsnoka.
Amikor az egyik consul kinevezett egy dictatort, annak kötelessége volt helyettest választania magának, akit a senatus törvényesített (esetenként a testület maga rendelkezett a dictator helyettesének személyéről). Ha a magister equitum elhalálozott a dictator hivatali ideje alatt, újat kellett kinevezni.
A lovasság parancsnokának kizárólag a dictator parancsolt, felettese távollétében pedig teljes jogú helyettese volt. Viszonya a többi magistratushoz képest nem tisztázott, mindenesetre Cicero egyenrangúnak tekintette őket a praetorokkal. Valóban, a praetori magistratura létrehozása után leginkább praetorviselt embereket neveztek ki magister equitumnak.
Az utolsó legálisan kinevezett dictatorok egyike, Quintus Fabius Maximus Verrucosus Cunctator a II. pun háború idején, Kr. e. 217-ben vezette a római haderőt. Helyettese, Marcus Minucius Rufus azonban nem volt megelégedve halogató, az összecsapást kerülő stratégiájával, és kiharcolta a senatusban, hogy jogkörét felettesével egyenlő mértékűre terjesszék ki. Ezt minden forrás különleges esetként jellemzi, amelyre nem volt több példa.